# Гассієв Мурат Георгійович
Гассієв Мурат Георгійович (рос. Мурат Георгиевич Гассиев; 12 жовтня 1993, Владикавказ, Росія) — осетинський російський боксер-професіонал, що виступає в першій важкій вазі. Чемпіон світу в першій важкій вазі за версією IBF (2016 — 2018) та WBA (2018).

## Професійна кар'єра

### Гассієв проти Лебедєва
Про бій було оголошено у серпні 2016 року. Гассієв здобув право на цей бій, перебуваючи в стані офіційного претендента за версією IBF. Лебедєв, будучи чемпіоном світу по версієх IBF та WBA (Super) мав захищати обидва пояси, однак перед боєм стало відомо, що WBA дала позитивну відповідь на запит боксера не захищати цей пояс. Перші два раунди проходили в повільному темпі, боксери придивлялися один до одного, почергово викидаючи комбінації. Починаючи з третього раунду Гассієв став активно пресингувати чемпіона. Визначальним можна назвати п'ятий раунд, Гассієв провів сильний удар по печінці суперника, чим відправив його у нокдаун (другий у кар'єрі Лебедєва). Далі бій проходив у рівній боротьбі з великою кількістю ударів. Судді віддали перемогу Гассієву роздільним рішенням: 116—112, 116—111, 113—114. Після бою Лєбєдєв заявив, що був переконаний, що перемагає, а також що сподівається на реванш.